# Tatabánya Mustangs 2022
Questa voce raccoglie le informazioni riguardanti i Tatabánya Mustangs nelle competizioni ufficiali della stagione 2022.

## Maschile

### Divízió I 2022

#### Stagione regolare
| 9 aprile 2022 2ª giornata | Tatabánya Mustangs | 21 – 0 | Szombathely Crushers |  |

| 23 aprile 2022 4ª giornata | Tatabánya Mustangs | 21 – 32 | CFS Guardians |  |

| 14 maggio 2022 7ª giornata | Budapest Titans | 62 – 20 | Tatabánya Mustangs |  |

| 29 maggio 2022 9ª giornata | DEAC Gladiators | 26 – 13 | Tatabánya Mustangs |  |

| 12 giugno 2022 10ª giornata | Tatabánya Mustangs | 14 – 63 | Budapest Cowbells 2 |  |

| 25 giugno 2022 11ª giornata | VSD Rangers | 30 – 2 | Tatabánya Mustangs |  |

### Statistiche di squadra
| Competizione      | %Vittorie | In casa | In casa | In casa | In casa | In casa | In casa | In trasferta | In trasferta | In trasferta | In trasferta | In trasferta | In trasferta | Totale | Totale | Totale | Totale | Totale | Totale |
| Competizione      | %Vittorie | G       | V       | N       | P       | Pf      | Ps      | G            | V            | N            | P            | Pf           | Ps           | G      | V      | N      | P      | Pf     | Ps     |
| ----------------- | --------- | ------- | ------- | ------- | ------- | ------- | ------- | ------------ | ------------ | ------------ | ------------ | ------------ | ------------ | ------ | ------ | ------ | ------ | ------ | ------ |
| Stagione regolare | .167      | 3       | 1       | 0       | 2       | 56      | 95      | 3            | 0            | 0            | 3            | 35           | 118          | 6      | 1      | 0      | 5      | 91     | 213    |
| Totale            | .167      | 3       | 1       | 0       | 2       | 56      | 95      | 3            | 0            | 0            | 3            | 35           | 118          | 6      | 1      | 0      | 5      | 91     | 213    |